# Палихово (Московская область)
Палихово — деревня в Серпуховском районе Московской области. Входит в состав Данковского сельского поселения (до 29 ноября 2006 года входила в состав Бутурлинского сельского округа).

## Население
| 2002 | 2006 | 2010 |
| ---- | ---- | ---- |
| 119  | ↘80  | ↗86  |

## География
Палихово расположены примерно в 5 км (по шоссе) на восток от Серпухова, на левом берегу реки Речма (левый приток Оки), высота центра деревни над уровнем моря — 135 м. На 2016 год в деревне зарегистрировано 2 улицы и 1 садовое товарищество.